# Klášter svaté Terezie od Ježíše (Ávila)
Klášter svaté Terezy (španělsky Convento de Santa Teresa) je barokní klášter ve španělské Ávile.
Byl postaven architektem Fray Alonso de San José na místě rodiště katolické mystičky a reformátorky karmelitánského řádu sv. Terezie od Ježíše. Klášter byl slavnostně otevřen roku 1636. V roce 1886 byl prohlášen španělskou národní památkou.